# Hôtel Colonial
Pour plus de détails, voir Fiche technique et Distribution.
Hôtel Colonial (Hotel Colonial) est un film d'aventures américano-italo-mexicain réalisé par Cinzia TH Torrini et sorti en 1987.

## Synopsis
Marco Venieri, un Américain qui a émigré en Italie, se rend en Colombie pour récupérer le corps de son frère, que la presse locale a décrit comme « un terroriste italien connu qui s'est apparemment suicidé ». Lorsque Marco arrive à Bogota, il découvre que le corps n'est pas celui de son frère. Il entame des recherches et apprend que son frère, un « terroriste italien connu », est un trafiquant de drogue et qu'il aime tuer des singes et des Indiens pendant son temps libre.
Marco rencontre Irene Costa, une employée de l'ambassade d'Italie, qui l'aide à retrouver Roberto Carrasco, le chef d'un groupe local de terroristes italiens, qui sait où se trouve son frère.

## Fiche technique
- Titre français : Hôtel Colonial[1]
- Titre original : Hotel Colonial[2],[3]
- Réalisateur : Cinzia TH Torrini
- Scénario : Enzo Monteleone, Cinzia TH Torrini, Robert Katz (it), Ira R. Barmak
- Photographie : Giuseppe Rotunno
- Montage : Nino Baragli
- Musique : Pino Donaggio
- Décors : Giantito Burchiellaro (it)
- Société de production : Yarno Cinematografica, Hemdale, Legeis Theatrical, Estudios Churubusco Azteca S.A.
- Pays de production :  Mexique -  Italie -  États-Unis
- Langue originale : anglais
- Format : Couleurs - Son Dolby stéréo
- Durée : 100 minutes
- Genre : Film d'aventures
- Dates de sortie :
  - Italie : 3 janvier 1987
  - États-Unis : 18 septembre 1987

## Distribution
- John Savage : Marco Venieri
- Massimo Troisi : Werner
- Robert Duvall : Carrasco
- Rachel Ward : Irène Costa
- Anna Galiena : Francesca
- Claudio Baez : Anderson
- Zaide Gutierrez : Linda
- Honorato Magaloni : joueur